# صبح خاکستر
صبح خاکستر فیلمی به کارگردانی و نویسندگی تقی مختار محصول سال ۱۳۵۶ است.

## داستان
احمد رمزی برای سرقت از گاوصندوق شرکتی اقدام می‌کند...

## بازیگران
- رضا بیک ایمانوردی
- تقی مختار
- آرام
- غلامحسین لطفی
- کیومرث ملک مطیعی
- هنگامه
- علی اکبر مهدوی فر
- رفیع مددکار
- اکبر اصفهانی
- پرویز شکری
- یدالله محمدی‌نژاد
- سحر
- جلال پیشواییان
- کریم چهل و یک